# La Colline oubliée
Pour l’article homonyme, voir La Colline oubliée (film).
La Colline oubliée est un roman de Mouloud Mammeri, écrit en français, paru en 1952 aux éditions Plon.

## Résumé
Le roman raconte l'histoire d'un village de montagne, Tasga, en Kabylie en pleine Seconde Guerre mondiale.

## Adaptation au cinéma
- 1997 : La Colline oubliée d'Abderrahmane Bouguermouh[2].